# Свети Атанасий (Модрич)
Вижте пояснителната страница за други значения на Свети Атанасий.
„Свети Атанасий Велики“ (на македонска литературна норма: „Свети Атанасиј“) е възрожденска църква в стружкото село Модрич, Република Македония. Църквата е част от Стружкото архиерейско наместничество на Дебърско-Кичевската епархия на Македонската православна църква – Охридска архиепископия.
Изградена е в северната Кочева махала. М. С. Филипович предава няколко легенди за църквата. Когато пазачът забравял да запали кандилото, то само се палело; в турско време вратата винаги била отворена и ведниж един сеймен влязал и откраднал 3000 гроша, но вратата се затворила зад него и се отворила чак като върнал парите; турци, които повредили иконите ослепели; българските окупационни власти премахнали плочата с надпис на гръцки и в съседната махала станало свлачище, когато надписът бил върнат, свлачището спряло.